# 코투지츠 전투
코투지츠 전투(Battle of Chotusitz) 혹은 코투시스(Chotusice) 전투는 1742년 5월 17일 로트링겐의 카를 알렉산더 공작(Prince Charles Alexander of Lorraine)이 지휘하는 오스트리아군과 프리드리히 대왕 휘하의 프로이센군이 격돌한 전투이다. 병력 수는 거의 비슷하였으나, 프로이센군의 끈기가 빛을 발하여 결국 오스트리아군을 물리치는 데 성공하였고, 오스트리아군은 18문의 포와 12,000명의 포로를 남기고 패주하였다. 양측 모두 죽거나 부상당한 병사가 7,000명이 넘었고, 프로이센 군 중 오스트리아군에 포로로 잡힌 이들도 1,000명정도 되었다. 프로이센 기병대는 수차례에 걸쳐 절망적인 돌격을 벌여 실패하였고, 결국 거의 괴멸되었다.

## 서적
- Hardbottle's Dictionary of Battles. 1905.